# Saignon
Saignon település Franciaországban, Vaucluse megyében. Lakosainak száma 922 fő (2022. január 1.). Saignon Apt, Auribeau, Buoux, Caseneuve, Castellet, Saint-Martin-de-Castillon és Sivergues községekkel határos.

## Népesség
A település népessége az elmúlt években az alábbi módon változott:
| Lakosok száma | 1016 | 1012 | 1037 | 980  | 955  | 929  | 925  | 923  | 922  |
|               | 2013 | 2015 | 2016 | 2017 | 2018 | 2019 | 2020 | 2021 | 2022 |